# كاتدرائية نوفوتشركاسك
كاتدرائية نوفوتشركاسك (بالروسية: Вознесенский собор)، هي كنيسة روسية أرثوذكسية تقع في نوفوتشركاسك، روستوف أوبلاست، روسيا. كانت واحدة من أكبر الكنائس في الإمبراطورية الروسية والكنيسة الرئيسية لمقاطعة دون هوست. وقد تم بناء الكنيسة ما بين 1891 و1904 على موقع كنيسة سابقة.
تم تصميم مبنى الكنيسة الحالي من قبل المهندس المعماري المحلي ألكسندر ياششينكو.

## تاريخ
تم طرد المصلين من الكنيسة من قبل الشيوعيين في عام 1934. واستأنفت الجماعة الأرثوذكسية الخدمات في الكنيسة العليا في عام 1942، بعد أن تم الإطاحة بالشيوعيين من منطقة دون بواسطة الفيرماخت.
تم تصميم تمثال برونزي لِيرماك تيموفييفيتش -فاتح سيبيريا- أمام الشرفة من قبل ميخائيل ميكشين.

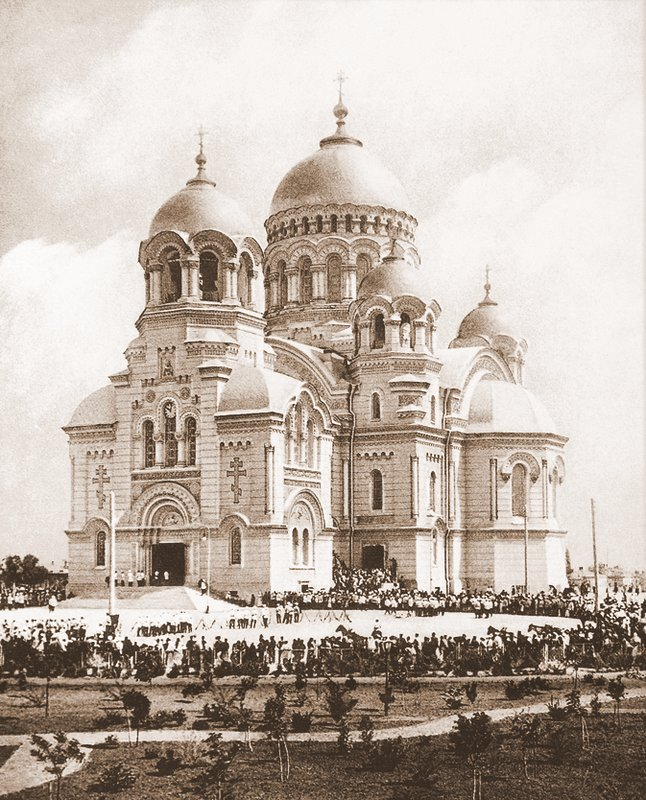
كاتدرائية دون متروبوليتان سنة 1905
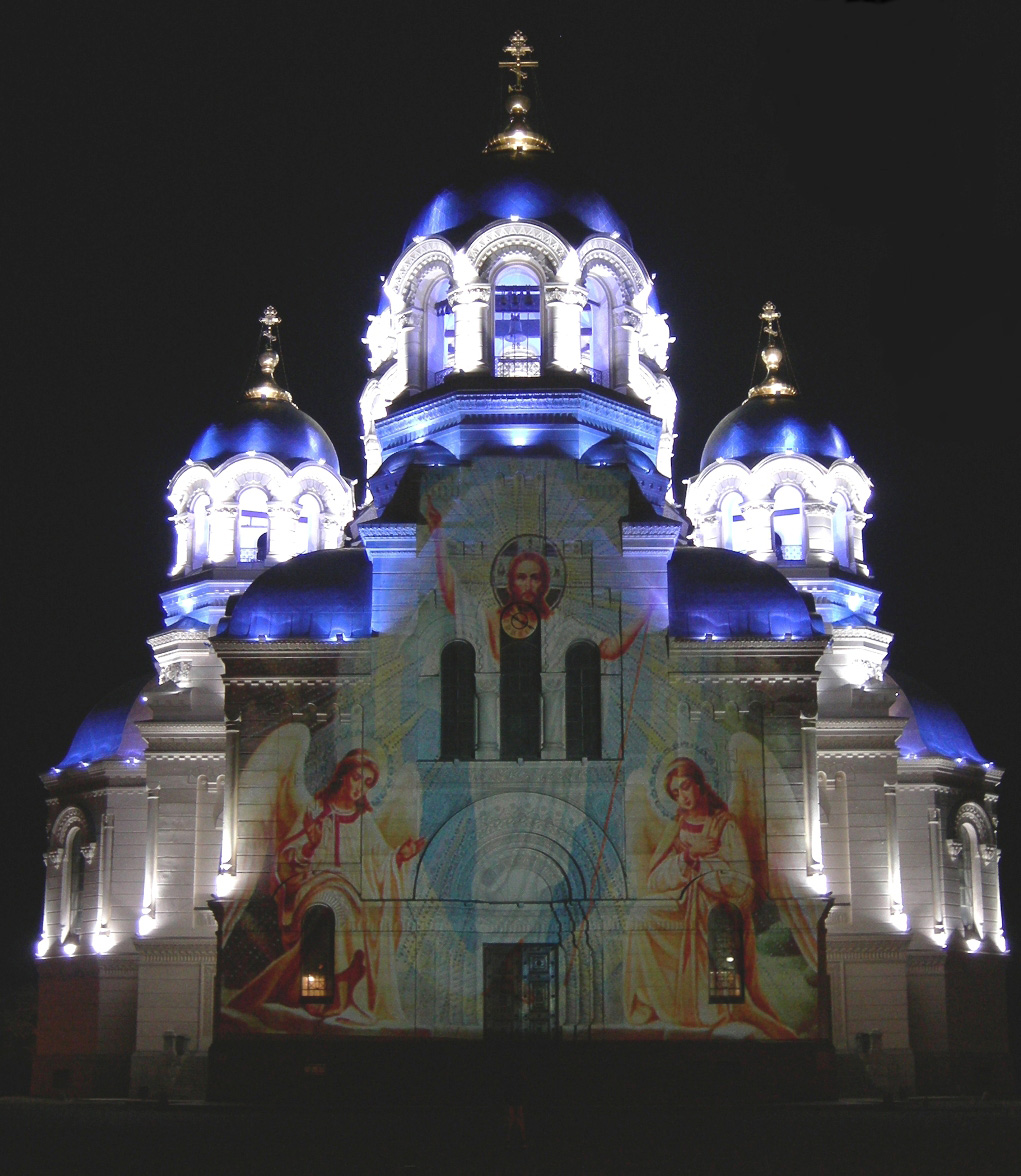
الكنيسة ليلا
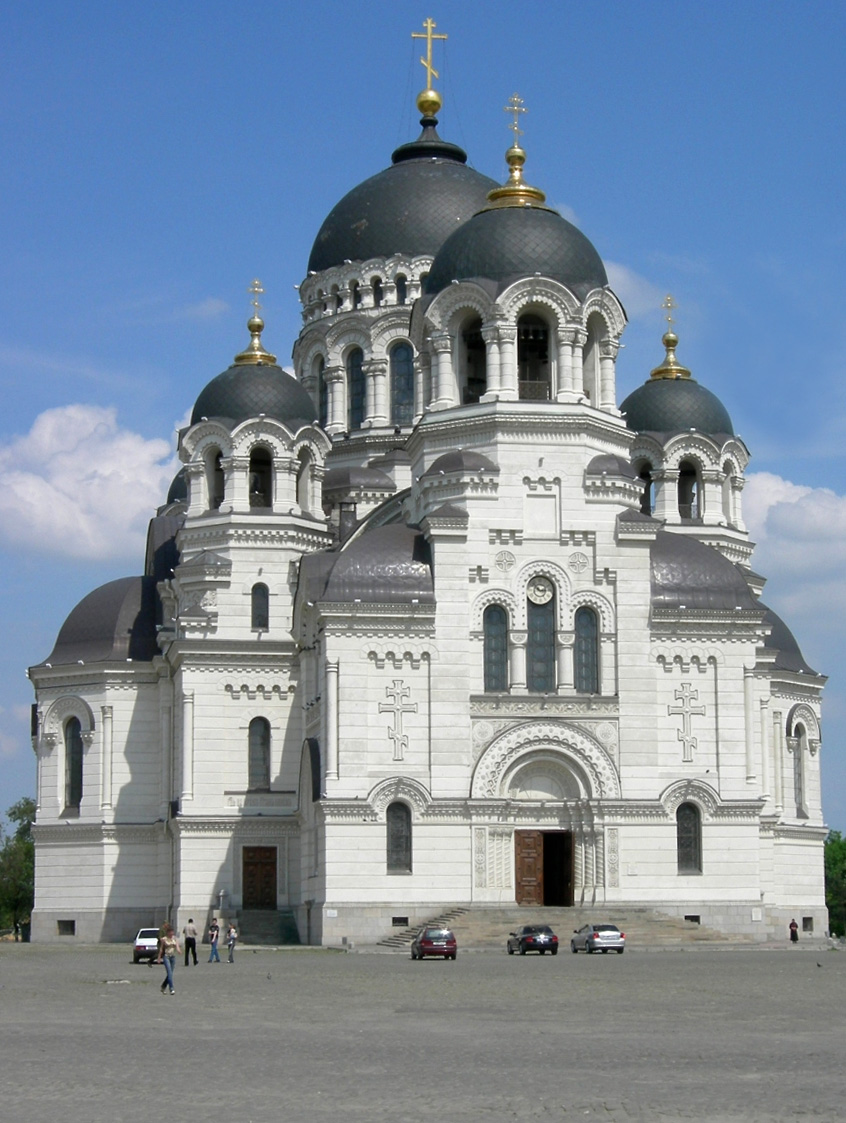
برج الناقوس فوق الشرفة سنة 2006